# Чен'юй

Слово Ченйуй китайською

Чен'юй (кит. трад. 成語, спр. 成语, піньїнь: chéngyǔ, буквально «готовий вираз») — у китайській мові стійкий зворот, що найчастіше складається з чотирьох ієрогліфів.
У китайській мові фразеологізми, в тому числі Чен'юй, мають величезне значення. І в усній, і в письмовій мові китайці постійно вдаються до освячених часом зворотам, які надають переконливість мові. У давнину філософи прислів'ями висловлювали найтонші відтінки почуттів. Знання найбільш популярних чен'юй є необхідною ознакою освіченого китайця. У Китаї видаються спеціальні словники чен'юй, в яких пояснюється їх зміст, і наводяться першоджерела.
Більшість чен'юй складають вирази з класичних китайських творів на веньянь — письмовій класичній китайській мові. Для розуміння таких чен'юй необхідний їх переклад на сучасну китайську мову і додаткові смислові коментарі. Таким чином, чен'юй близькі до фразеологізмів, які в нас прийнято називати «крилатими словами» (фразеологізми з історичних і літературних джерел). Наприклад, у виразі 卧薪尝胆 (wò xīn cháng dǎn) ієрогліфи мають значення: лежати / хмиз / пробувати на смак / жовчний міхур, жовч. Його історія сягає часу царства Юе, коли правив 勾践 (Gōu Jiàn). Програвши у війні, він спеціально лежав на незручному хмизі й лизав жовч, щоб не забути гіркоти поразки. У Китаї ця історія дуже популярна і наводиться в підручниках і художніх творах.